# Santa Ana del Yacuma
Santa Ana del Yacuma est une ville du Beni dans le nord-est de la Bolivie, à l'ouest de l'intersection entre la rivière Yacuma et de la rivière Rapulo, avant la jonction des eaux réunies avec la grande rivière Mamoré, à 150 km de Trinidad, la capitale départementale. 
L'aéroport de Santa Ana del Yacuma est situé à proximité de la ville.

## Démographie
La population est en décroissance, elle est passée de 14 788 au recensement de 1992 à 12 944 en 2001 et 12 783 en 2008 (estimation).

## Administration départementale
La ville donne son nom à la municipalité l'englobant, soit la municipalité de Santa Ana del Yacuma, dont elle est le centre.

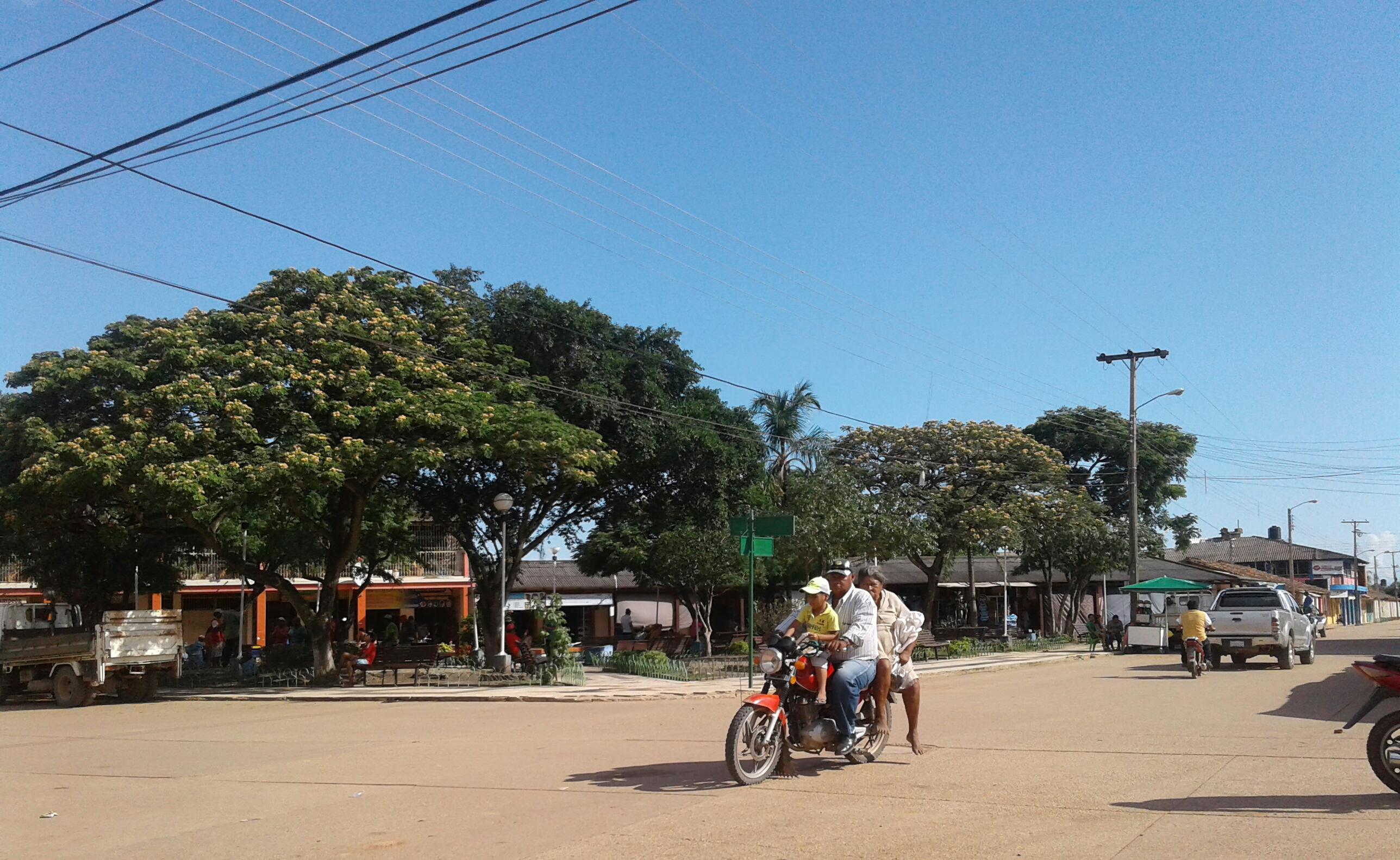
Parc et rue de Santa Ana del Yacuma.